# Зарков, Джан
Джан Зарков (болг. Джан Зарков; 8 мая 2006) — болгарский тяжелоатлет, бронзовый призёр чемпионата Европы 2024 года. Чемпион Европы среди юношей 2023 года. Лучший спортсмен февраля 2024 года.

## Карьера
Выступает за тяжелоатлетический спортивный клуб «Русе», тренеры Радослав и Кристина Атанасовы, учится в спортивном училище имени майора Атанаса Узунова.
В 2022 году принял участие в юношеском чемпионате мира в категории до 55 кг, не смог показать результата в упражнении рывок, в упражнении толчок поднял 107 кг. На следующий год Джан одержал победу на юношеском чемпионате Европы в категории до 49 кг с результатом 187 кг по сумме двух упражнений. В октябре выиграл турнир прибалтийских наций в Клайпеде.
В феврале 2024 года на чемпионате Европы в Софии Царьков завоевал бронзовую медаль по сумме двух упражнений с результатом 235 кг, сделав шесть успешных подходов и опередив на 1 кг румына Мариана-Кристиана Луку. В упражнении толчок он стал вторым (133 кг). 

## Достижения
| Год  | Соревнование                     | Место проведения    | Весовая категория | Рывок  | Толчок | Сумма двоеборья | Место |
| 2021 | Чемпионат Болгарии среди кадетов | Асеновград          | до 49 кг          |        |        |                 | 2     |
| 2021 | Чемпионат Европы среди юношей    | Цеханув             | до 49 кг          | 74 кг  | 91 кг  | 165 кг          | 3     |
| 2022 | Чемпионат мира среди юношей      | Леон-де-лос-Альдама | до 55 кг          | —      | 107 кг | —               | —     |
| 2023 | Чемпионат Европы среди юношей    | Кишинёв             | до 49 кг          | 80 кг  | 107 кг | 187 кг          | 1     |
| 2023 | Турнир прибалтийских наций       | Клайпеда            | до 61 кг          | 87 кг  | 117 кг | 204 кг          | 1     |
| 2024 | Чемпионат Европы                 | София               | до 55 кг          | 102 кг | 133 кг | 235 кг          | 3     |